# لیشنا (ناحیه ژدار ناد سازاوو)
لیشنا (به چکی: Líšná) یک منطقهٔ مسکونی در جمهوری چک است که در ناحیه ژدار ناد سازاووو واقع شده‌است. لیشنا ۵٫۷۴ کیلومتر مربع مساحت و ۵۶ نفر جمعیت دارد و ۶۱۵ متر بالاتر از سطح دریا واقع شده‌است.